# گروو سیتی (فلوریدا)
گروو سیتی (به انگلیسی: Grove City) یک منطقهٔ مسکونی در ایالات متحده آمریکا است که در شهرستان شارلوت، فلوریدا واقع شده‌است. گروو سیتی ۵٫۸ کیلومتر مربع مساحت و ۱٬۸۰۴ نفر جمعیت دارد و ۳ متر بالاتر از سطح دریا واقع شده‌است.